# San Silvestre de Guzmán
San Silvestre de Guzmán is een gemeente in de Spaanse provincie Huelva in de regio Andalusië met een oppervlakte van 49,00 km². San Silvestre de Guzmán telt 604 inwoners (1 januari 2016).

## Demografische ontwikkeling
Bron: INE, 1857-2011: volkstellingen